# Participantes do Giro de Itália de 2015
Estes são os 22 equipas e os 198 ciclistas que disputaram o Giro d'Italia de 2015. A Itália com 59 corredores foi o país mais representado, seguido de França (15), Bélgica (12), Países Baixos (12), Espanha (11) e Austrália (11).
O ciclista mais jovem desta edição foi Rick Zabel com 21 anos, enquanto o mais veterano foi Alessandro Petacchi com 41.
O dorsal 108, desde 2012 não é atribuído como homenagem ao falecido ciclista belga Wouter Weylandt.
A seguinte tabela mostra a lista dos participantes, a posição final da cada um e no caso de abandono, a etapa na qual deixaram de participar (ver a legenda)
| Ag2r La Mondiale ALM | Ag2r La Mondiale ALM | Ag2r La Mondiale ALM |
| -------------------- | -------------------- | -------------------- |
| Dorsal               | Corredor             | Pos.                 |
| 1                    | Domenico Pozzovivo   | AB-3                 |
| 2                    | Julien Bérard        | 105.º                |
| 3                    | Carlos Betancur      | 20.º                 |
| 4                    | Axel Domont          | 75.º                 |
| 5                    | Hubert Dupont        | 42.º                 |
| 6                    | Patrick Gretsch      | 94.º                 |
| 7                    | Hugo Houle           | 113.º                |
| 8                    | Matteo Montaguti     | 54.º                 |
| 9                    | Rinaldo Nocentini    | 73.º                 |

| Androni Giocattoli-Sidermec AND | Androni Giocattoli-Sidermec AND | Androni Giocattoli-Sidermec AND |
| ------------------------------- | ------------------------------- | ------------------------------- |
| Dorsal                          | Corredor                        | Pos.                            |
| 11                              | Franco Pellizotti               | 24.º                            |
| 12                              | Davide Appollonio               | 123.º                           |
| 13                              | Marco Bandiera                  | 155.º                           |
| 14                              | Tiziano Dall'Antonia            | FC-5                            |
| 15                              | Marco Frapporti                 | 98.º                            |
| 16                              | Oscar Gatto                     | NP-15                           |
| 17                              | Simone Stortoni                 | 50.º                            |
| 18                              | Serghei Tvetcov                 | 139.º                           |
| 19                              | Gianfranco Zilioli              | 71.º                            |

| Astana AST | Astana AST        | Astana AST |
| ---------- | ----------------- | ---------- |
| Dorsal     | Corredor          | Pos.       |
| 21         | Fabio Aru         | 2.º        |
| 22         | Dario Cataldo     | 25.º       |
| 23         | Tanel Kangert     | 13.º       |
| 24         | Mikel Landa       | 3.º        |
| 25         | Davide Malacarne  | 85.º       |
| 26         | Diego Rosa        | 23.º       |
| 27         | Luis León Sánchez | 35.º       |
| 28         | Paolo Tiralongo   | 19.º       |
| 29         | Andrey Zeits      | 59.º       |

| Bardiani CSF BAR | Bardiani CSF BAR    | Bardiani CSF BAR |
| ---------------- | ------------------- | ---------------- |
| Dorsal           | Corredor            | Pos.             |
| 31               | Francesco Bongiorno | 60.º             |
| 32               | Enrico Barbin       | AB-17            |
| 33               | Enrico Battaglin    | AB-19            |
| 34               | Nicola Boem         | 159.º            |
| 35               | Luca Chirico        | 88.º             |
| 36               | Sonny Colbrelli     | 100.º            |
| 37               | Stefano Pirazzi     | 22.º             |
| 38               | Nicola Ruffoni      | AB-15            |
| 39               | Edoardo Zardini     | 82.º             |

| BMC Racing BMC | BMC Racing BMC   | BMC Racing BMC |
| -------------- | ---------------- | -------------- |
| Dorsal         | Corredor         | Pos.           |
| 41             | Philippe Gilbert | 39.º           |
| 42             | Darwin Atapuma   | 16.º           |
| 43             | Brent Bookwalter | 66.º           |
| 44             | Marcus Burghardt | 70.º           |
| 45             | Damiano Caruso   | 8.º            |
| 46             | Silvan Dillier   | 52.º           |
| 47             | Stefan Küng      | AB-12          |
| 48             | Amaël Moinard    | 15.º           |
| 49             | Rick Zabel       | 142.º          |

| CCC Sprandi Polkowice CCC | CCC Sprandi Polkowice CCC | CCC Sprandi Polkowice CCC |
| ------------------------- | ------------------------- | ------------------------- |
| Dorsal                    | Corredor                  | Pos.                      |
| 51                        | Maciej Paterski           | 79.º                      |
| 52                        | Grega Bole                | 61.º                      |
| 53                        | Jaroslaw Marycz           | AB-12                     |
| 54                        | Bartłomiej Matysiak       | 140.º                     |
| 55                        | Nikolay Mihaylov          | 129.º                     |
| 56                        | Lukasz Owsian             | 118.º                     |
| 57                        | Marek Rutkiewicz          | 81.º                      |
| 58                        | Branislau Samoilau        | 48.º                      |
| 59                        | Sylwester Szmyd           | 45.º                      |

| Etixx-Quick Step EQS | Etixx-Quick Step EQS | Etixx-Quick Step EQS |
| -------------------- | -------------------- | -------------------- |
| Dorsal               | Corredor             | Pos.                 |
| 61                   | Rigoberto Urán       | 14.º                 |
| 62                   | Tom Boonen           | NP-14                |
| 63                   | Maxime Bouet         | 47.º                 |
| 64                   | Gianni Meersman      | AB-4                 |
| 65                   | David de la Cruz     | 34.º                 |
| 66                   | Iljo Keisse          | 145.º                |
| 67                   | Fábio Sabatini       | 110.º                |
| 68                   | Pieter Serry         | AB-2                 |
| 69                   | Petr Vakoc           | 116.º                |

| FDJ    | FDJ               | FDJ   |
| ------ | ----------------- | ----- |
| Dorsal | Corredor          | Pos.  |
| 71     | Alexandre Geniez  | 9.º   |
| 72     | Arnaud Courteille | 124.º |
| 73     | Kenny Elissonde   | 46.º  |
| 74     | Murilo Fischer    | 130.º |
| 75     | Francis Mourey    | 43.º  |
| 76     | Cédric Pineau     | 121.º |
| 77     | Kévin Réza        | 103.º |
| 78     | Anthony Roux      | 87.º  |
| 79     | Jussi Veikkanen   | 147.º |

| IAM Cycling IAM | IAM Cycling IAM       | IAM Cycling IAM |
| --------------- | --------------------- | --------------- |
| Dorsal          | Corredor              | Pos.            |
| 81              | Sylvain Chavanel      | 36.º            |
| 82              | Clément Chevrier      | 69.º            |
| 83              | Stef Clement          | AB-15           |
| 84              | Heinrich Haussler     | 107.º           |
| 85              | Roger Kluge           | 162.º           |
| 86              | Matteo Pelucchi       | AB-10           |
| 87              | Jérome Pineau         | AB-18           |
| 88              | Sébastien Reichenbach | AB-16           |
| 89              | Aleksejs Saramotins   | 161.º           |

| Lampre-Merida LAM | Lampre-Merida LAM   | Lampre-Merida LAM |
| ----------------- | ------------------- | ----------------- |
| Dorsal            | Corredor            | Pos.              |
| 91                | Diego Ulissi        | 64.º              |
| 92                | Roberto Ferrari     | 133.º             |
| 93                | Tsgabu Grmay        | 91.º              |
| 94                | Sacha Modolo        | 126.º             |
| 95                | Manuele Mori        | 80.º              |
| 96                | Przemyslaw Niemiec  | 40.º              |
| 97                | Jan Polanc          | 53.º              |
| 98                | Maximiliano Richeze | 127.º             |
| 99                | Gang Xu             | AB-16             |

| Lotto-Soudal LTS | Lotto-Soudal LTS      | Lotto-Soudal LTS |
| ---------------- | --------------------- | ---------------- |
| Dorsal           | Corredor              | Pos.             |
| 100              | Jurgen Van Den Broeck | 12.º             |
| 101              | Sander Armée          | 65.º             |
| 102              | Lars Ytting Bak       | 90.º             |
| 103              | Stig Broeckx          | AB-18            |
| 104              | André Greipel         | NP-14            |
| 105              | Adam Hansen           | 77.º             |
| 106              | Greg Henderson        | NP-14            |
| 107              | Maxime Monfort        | 11.º             |
| 109              | Louis Vervaeke        | AB-16            |

| Movistar MOV | Movistar MOV      | Movistar MOV |
| ------------ | ----------------- | ------------ |
| Dorsal       | Corredor          | Pos.         |
| 111          | Beñat Intxausti   | 29.º         |
| 112          | Andrey Amador     | 4.º          |
| 113          | Igor Antón        | 38.º         |
| 114          | Rubén Fernández   | 62.º         |
| 115          | Jesús Herrada     | 74.º         |
| 116          | Ion Izagirre      | 27.º         |
| 117          | Juan José Lobato  | AB-18        |
| 118          | Dayer Quintana    | 93.º         |
| 119          | Giovanni Visconti | 18.º         |

| Nippo-Vini Fantini NIP | Nippo-Vini Fantini NIP                             | Nippo-Vini Fantini NIP |
| ---------------------- | -------------------------------------------------- | ---------------------- |
| Dorsal                 | Corredor                                           | Pos.                   |
| 121                    | Damiano Cunego                                     | AB-18                  |
| 122                    | Giacomo Berlato                                    | 101.º                  |
| 123                    | Alessandro Bisolti                                 | 49.º                   |
| 124                    | Daniele Colli                                      | AB-6                   |
| 125                    | Pierpaolo De Negri                                 | 108.º                  |
| 126                    | Predefinição:Country data RUM Eduard-Michael Grosu | 150.º                  |
| 127                    | Manabu Ishibashi                                   | AB-9                   |
| 128                    | Alessandro Malaguti                                | 154.º                  |
| 129                    | Riccardo Stacchiotti                               | 152.º                  |

| Orica GreenEDGE OGE | Orica GreenEDGE OGE | Orica GreenEDGE OGE |
| ------------------- | ------------------- | ------------------- |
| Dorsal              | Corredor            | Pos.                |
| 131                 | Michael Matthews    | NP-14               |
| 132                 | Sam Bewley          | 122.º               |
| 133                 | Esteban Chaves      | 55.º                |
| 134                 | Simon Clarke        | 63.º                |
| 135                 | Luke Durbridge      | 109.º               |
| 136                 | Simon Gerrans       | NP-13               |
| 137                 | Michael Hepburn     | 160.º               |
| 138                 | Brett Lancaster     | 128.º               |
| 139                 | Pieter Weening      | 92.º                |

| Southeast STH | Southeast STH       | Southeast STH |
| ------------- | ------------------- | ------------- |
| Dorsal        | Corredor            | Pos.          |
| 141           | Manuel Belletti     | AB-12         |
| 142           | Matteo Busato       | 106.º         |
| 143           | Elia Favilli        | 104.º         |
| 144           | Mauro Finetto       | 57.º          |
| 145           | Ramón Carretero     | AB-2          |
| 146           | Francesco Gavazzi   | 58.º          |
| 147           | Jonathan Monsalve   | 30.º          |
| 148           | Alessandro Petacchi | AB-20         |
| 149           | Eugert Zhupa        | 157.º         |

| Cannondale-Garmin TCG | Cannondale-Garmin TCG | Cannondale-Garmin TCG |
| --------------------- | --------------------- | --------------------- |
| Dorsal                | Corredor              | Pos.                  |
| 151                   | Ryder Hesjedal        | 5.º                   |
| 152                   | Janier Acevedo        | 120.º                 |
| 153                   | Nathan Brown          | 67.º                  |
| 154                   | André Cardoso         | 21.º                  |
| 155                   | Tom Danielson         | AB-15                 |
| 156                   | Davide Formolo        | 31.º                  |
| 157                   | Alan Marangoni        | 131.º                 |
| 158                   | Tom Slagter           | 76.º                  |
| 159                   | Davide Villella       | 78.º                  |

| Giant-Alpecin TGA | Giant-Alpecin TGA | Giant-Alpecin TGA |
| ----------------- | ----------------- | ----------------- |
| Dorsal            | Corredor          | Pos.              |
| 161               | Luka Mezgec       | 138.º             |
| 162               | Nikias Arndt      | 148.º             |
| 163               | Bert De Backer    | 158.º             |
| 164               | Caleb Fairly      | 134.º             |
| 165               | Simon Geschke     | 89.º              |
| 166               | Chad Haga         | 99.º              |
| 167               | Cheng Ji          | 156.º             |
| 168               | Tobias Ludvigsson | 83.º              |
| 169               | Tom Stamsnijder   | 153.º             |

| Team Katusha KAT | Team Katusha KAT  | Team Katusha KAT |
| ---------------- | ----------------- | ---------------- |
| Dorsal           | Corredor          | Pos.             |
| 171              | Luca Paolini      | 111.º            |
| 172              | Maxim Belkov      | 102.º            |
| 173              | Sergei Chernetski | 114.º            |
| 174              | Sergey Lagutin    | 72.º             |
| 175              | Alexander Porsev  | 132.º            |
| 176              | Pavel Kochetkov   | 37.º             |
| 177              | Yury Trofimov     | 10.º             |
| 178              | Anton Vorobyev    | NP-3             |
| 179              | Ilnur Zakarin     | 44.º             |

| Lotto NL-Jumbo TLJ | Lotto NL-Jumbo TLJ | Lotto NL-Jumbo TLJ |
| ------------------ | ------------------ | ------------------ |
| Dorsal             | Corredor           | Pos.               |
| 181                | Steven Kruijswijk  | 7.º                |
| 182                | George Bennett     | NP-1               |
| 183                | Rick Flens         | 144.º              |
| 184                | Moreno Hofland     | 136.º              |
| 185                | Martijn Keizer     | 56.º               |
| 186                | Bert-Jan Lindeman  | 95.º               |
| 187                | Maarten Tjallingii | 119.º              |
| 188                | Nick Van der Lijke | 86.º               |
| 189                | Robert Wagner      | AB-4               |

| Team Sky SKY | Team Sky SKY        | Team Sky SKY |
| ------------ | ------------------- | ------------ |
| Dorsal       | Corredor            | Pos.         |
| 191          | Richie Porte        | NP-16        |
| 192          | Sebastián Henao     | 41.º         |
| 193          | Vasil Kiryienka     | 84.º         |
| 194          | Leopold König       | 6.º          |
| 195          | Bernhard Eisel      | 143.º        |
| 196          | Mikel Nieve         | 17.º         |
| 197          | Salvatore Puccio    | 68.º         |
| 198          | Kanstantsin Siutsou | 26.º         |
| 199          | Elia Viviani        | 125.º        |

| Tinkoff-Saxo TCS | Tinkoff-Saxo TCS        | Tinkoff-Saxo TCS |
| ---------------- | ----------------------- | ---------------- |
| Dorsal           | Corredor                | Pos.             |
| 201              | Alberto Contador        | 1.º              |
| 202              | Ivan Basso              | 51.º             |
| 203              | Manuele Boaro           | 96.º             |
| 204              | Christopher Juul Jensen | 135.º            |
| 205              | Roman Kreuziger         | 28.º             |
| 206              | Sergio Paulinho         | 97.º             |
| 207              | Michael Rogers          | 33.º             |
| 208              | Ivan Rovny              | 115.º            |
| 209              | Matteo Tosatto          | 112.º            |

| Trek Factory Racing TFR | Trek Factory Racing TFR | Trek Factory Racing TFR |
| ----------------------- | ----------------------- | ----------------------- |
| Dorsal                  | Corredor                | Pos.                    |
| 211                     | Giacomo Nizzolo         | 137.º                   |
| 212                     | Eugenio Alafaci         | 141.º                   |
| 213                     | Fumiyuki Beppu          | 117.º                   |
| 214                     | Marco Coledan           | 163.º                   |
| 215                     | Fabio Felline           | 32.º                    |
| 216                     | Fábio Silvestre         | 149.º                   |
| 217                     | Boy van Poppel          | 146.º                   |
| 218                     | Kristof Vandewalle      | NP-15                   |
| 219                     | Calvin Watson           | 151.º                   |

## Legenda
| Legenda      | Legenda | Legenda        | Legenda                                                                                           |
| ------------ | --- | -------------- | ------------------------------------------------------------------------------------------------- |
| Dorsal       | Dorsal de saída do ciclista | Posição        | Posição final na classificação geral                                                              |
| Maiglia rosa | Indica o vencedor da classificação geral                                                                                       | Maglia azzurra | Indica o vencedor da classificação da montanha                                                    |
| Maglia rossa | Indica o vencedor da classificação por pontos                                                                                  | Maglia bianca  | Indica o vencedor da classificação dos jovens                                                     |
| NP           | Indica um ciclista que não tem tomado a saída numa etapa, seguido do número de etapa na que não tomou a saída                  | AB             | Indica um ciclista que não tem finalizado uma etapa, seguido do número de etapa em que se retirou |
| FC           | Indica um ciclista que tem finalizado uma etapa fora de controle, seguido do número de etapa na que ocorreu dita circunstância | EX             | Corredor excluído por não respeitar o regulamento                                                 |